# Пахтусиха
 Пахтусиха — деревня в Ветлужском районе Нижегородской области России. Входит в состав сельского поселения Туранский сельсовет.

## География
Деревня находится в северо-восточной части Нижегородщины, на расстоянии приблизительно 29 км по прямой на запад-северо-запад от районного центра города Ветлуга.

## Население
| 1999 | 2002 | 2010 |
| ---- | ---- | ---- |
| 85   | ↘58  | ↘39  |

Постоянное население составляло 58 человека (русские 100 %) в 2002 году